# Katarzyna Wasick
Katarzyna Wasick (nacida Katarzyna Wilk, Cracovia, 22 de marzo de 1992) es una deportista polaca que compite en natación, especialista en el estilo libre.
Ganó dos medallas en el Campeonato Mundial de Natación, en los años 2022 y 2024, y cuatro medallas en el Campeonato Mundial de Natación en Piscina Corta entre los años 2021 y 2024.
Además, obtuvo dos medallas de plata en el Campeonato Europeo de Natación, en los años 2021 y 2022, y seis medallas en el Campeonato Europeo de Natación en Piscina Corta entre los años 2011 y 2021.
Participó en cinco Juegos Olímpicos de Verano, entre los años 2008 y 2024, ocupando el quinto lugar en Tokio 2020 y en París 2024, en la prueba de 50 m libre.

## Palmarés internacional
| Campeonato Mundial                  | Campeonato Mundial    | Campeonato Mundial | Campeonato Mundial   |
| Año                                 | Lugar                 | Medalla            | Prueba               |
| ----------------------------------- | --------------------- | ------------------ | -------------------- |
| 2022                                | Budapest (Hungría)    | Medalla de plata   | 50 m libre           |
| 2024                                | Doha (Catar)          | Medalla de bronce  | 50 m libre           |
| Campeonato Mundial en Piscina Corta |                       |                    |                      |
| Año                                 | Lugar                 | Medalla            | Prueba               |
| 2021                                | Abu Dabi (EAU)        | Medalla de bronce  | 50 m libre           |
| 2022                                | Melbourne (Australia) | Medalla de plata   | 50 m libre           |
| 2024                                | Budapest (Hungría)    | Medalla de bronce  | 50 m libre           |
| 2024                                | Budapest (Hungría)    | Medalla de bronce  | 4 × 50 m libre mixto |
| Campeonato Europeo                  |                       |                    |                      |
| Año                                 | Lugar                 | Medalla            | Prueba               |
| 2021                                | Budapest (Hungría)    | Medalla de plata   | 50 m libre           |
| 2022                                | Roma (Italia)         | Medalla de plata   | 50 m libre           |
| Campeonato Europeo en Piscina Corta |                       |                    |                      |
| Año                                 | Lugar                 | Medalla            | Prueba               |
| 2011                                | Szczecin (Polonia)    | Medalla de bronce  | 4 × 50 m estilos     |
| 2019                                | Glasgow (Reino Unido) | Medalla de oro     | 4 × 50 m estilos     |
| 2021                                | Kazán (Rusia)         | Medalla de plata   | 50 m libre           |
| 2021                                | Kazán (Rusia)         | Medalla de plata   | 100 m libre          |
| 2021                                | Kazán (Rusia)         | Medalla de bronce  | 4 × 50 m libre       |
| 2021                                | Kazán (Rusia)         | Medalla de bronce  | 4 × 50 m libre mixto |